# Tadas Labukas
Tadas Labukas (n. 10 ianuarie 1984, Klaipeda, RSS Lituaniană) este un atacant lituanian ce joacă în prezent la Miedź Legnica. A debutat în Liga 1 pe 23 februarie 2007 în meciul Oțelul Galați - Unirea Urziceni 3-2.
A jucat pentru echipele:
- FK Atlantas (2001)
- FK Atlantas (2002)
- Dinamo-B Moscova (2003)
- Dinamo Moscova (2003)
- Dinamo Moscova (2004)
- FK Atlantas (2004)
- Vyzantas Megara (2004-2005)
- Vyzantas Megara (2005-2006)
- FK Zalgiris Vilnius (2006)
- Oțelul Galați (2006-2007)
- Oțelul Galați (2007-2008)
- FC Inter Baku (2007-2008)
- Oțelul Galați (2008-2009)
- Arka Gdynia (2009-2011)
- Brann (2011)
- Skonto Riga (2012)
- Torpedo Moscova (2013-2014)
- Trakai (2014–2015)
- Miedź Legnica	(2015–2016)
- FK Trakai (2016—2017)
- FK Atlantas (2017–....)